# Darois
Darois település Franciaországban, Côte-d’Or megyében. Lakosainak száma 490 fő (2022. január 1.). Darois Étaules, Daix, Prenois, Val-Suzon és Hauteville-lès-Dijon községekkel határos.

## Népesség
A település népességének változása:
| Lakosok száma | 94   | 272  | 313  | 368  | 438  | 466  | 493  | 505  | 500  | 490  |
|               | 1968 | 1982 | 1990 | 2006 | 2012 | 2015 | 2017 | 2019 | 2020 | 2022 |